# Saint-Astier (Dordogne)
Saint-Astier település Franciaországban, Dordogne megyében. Lakosainak száma 5309 fő (2022. január 1.). Saint-Astier Léguillac-de-l’Auche, Annesse-et-Beaulieu, Montrem, Grignols, Saint-Léon-sur-l’Isle, Saint-Germain-du-Salembre, Chantérac és Saint-Aquilin községekkel határos.

## Népesség
A település népessége az elmúlt években az alábbi módon változott:
| Lakosok száma | 4052 | 4416 | 4780 | 5311 | 5497 | 5530 | 5492 | 5352 | 5340 | 5309 |
|               | 1968 | 1982 | 1990 | 2006 | 2013 | 2015 | 2017 | 2019 | 2020 | 2022 |